# Декінья
Жозе Мендонса дос Сантос (порт. José Mendonça dos Santos, 19 березня 1928, Моссоро — 23 липня 1997, Аракажу), більш відомий як Декінья (порт. Dequinha) — бразильський футболіст, що грав на позиції півзахисника, зокрема, за клуб «Фламенго», а також національну збірну Бразилії. По завершенні ігрової кар'єри — тренер.
Триразовий переможець Ліги Каріока. Переможець Ліги Потігуар.

## Клубна кар'єра
У футболі дебютував 1945 року виступами за команду «Атлетіко Моссоро». 
Згодом з 1946 по 1950 рік грав у складі команд «Потігуар», АБС та «Америка Пернамбуку».
Своєю грою за останню команду привернув увагу представників тренерського штабу клубу «Фламенго», до складу якого приєднався 1950 року. Відіграв за команду з Ріо-де-Жанейро наступні десять сезонів своєї ігрової кар'єри. Більшість часу, проведеного у складі «Фламенго», був основним гравцем команди.
Протягом 1960 року захищав кольори клубу «Ботафогу».
Завершив ігрову кар'єру у команді «Кампу Гранді», за яку виступав протягом 1960—1962 років.

## Виступи за збірну
1954 року дебютував в офіційних матчах у складі національної збірної Бразилії. Протягом кар'єри у національній команді провів у її формі 9 матчів.
Був присутній в заявці збірної на чемпіонаті світу 1954 року у Швейцарії, але на поле не виходив.

## Кар'єра тренера
Розпочав тренерську кар'єру, повернувшись до футболу після невеликої перерви, 1970 року, очоливши тренерський штаб клубу «Сержипі».
Протягом тренерської кар'єри також очолював команди «Деспортіва» (Каріасіка), «Убераба», «Комерсіал» (Рібейран-Прету) та «Ітабаяна».
Останнім місцем тренерської роботи був клуб «Конф'янса», головним тренером команди якого Декінья був.
Помер 23 липня 1997 року на 70-му році життя у місті Аракажу.

## Титули і досягнення
- Переможець Ліги Потігуар (1):

АБС: 1947
- Переможець Ліги Каріока (3):

«Фламенго»: 1953, 1954, 1955